# Eleição municipal de São Gonçalo em 1996
A eleição municipal de São Gonçalo, município do Rio de Janeiro, em 1996, ocorreu no dia 3 de outubro (1° turno) para a eleição de 1 (um) prefeito, 1 (um) vice-prefeito de seu partido ou coligação e 21 vereadores para a Câmara Municipal de São Gonçalo. O prefeito e o vice-prefeito eleitos assumiram os cargos no dia 1 de janeiro de 1997 com término no dia 31 de dezembro de 2000.
O prefeito titular era João Barbosa Bravo, que estava sem partido, mas que no pleito anterior, em 1992, fora eleito pelo PDT com 55,45% dos votos, derrotando no segundo turno o ex-prefeito Hairson Monteiro, então candidato do PDS.
Foi o ano em que as urnas eletrônicas estrearam nas eleições brasileiras. Oito candidaturas foram apresentadas para a disputa pela prefeitura. Conquistando 50,91% dos votos válidos, o ex-prefeito e deputado federal Edson Ezequiel, candidato do Partido Democrático Trabalhista, foi eleito ainda em primeiro turno, derrotando os deputados estaduais Alice Tamborindeguy, candidata pelo Partido da Social Democracia Brasileira, que obteve 26,56%, e Dr. Charles, do Partido do Movimento Democrático Brasileiro, com 8,31%. O ex-prefeito Osmar Leitão Rosa, candidato do Partido Progressista Brasileiro, ficou em quarto lugar, obtendo 7,13% dos votos válidos.
Dos vinte e um vereadores eleitos no pleito, José Benjamin de Souza Sobral, o Beija, do PSC, foi o mais votado do município com 6.038 votos. Neilton Mulim (PV), Alfredo Ferreira (PSDB), Josias Muniz (PMN), Aparecida Panisset e Dilvan Aguiar, ambos do PDT, além de Gevu, do PTB, fecham o grupo dos sete candidatos mais votados para o legislativo.
Na composição legislativa, o PDT obteve a maior bancada ao eleger seis candidatos para a câmara municipal. PSC, PV, PSDB, PTB, PMDB, PPB e PFL elegeram dois vereadores, enquanto que o PMN elegeu apenas um.

## O candidato eleito
Edson Ezequiel de Matos nasceu no Recife, capital de Pernambuco, no ano de 1945. É Professor e Engenheiro formado pela UFF Niterói. Antes de ingressar na política, foi Diretor de Administração e Conselheiro do Clube de Engenharia do Rio de Janeiro e membro do Conselho de Administração do METRO. Eleito em 1988, foi prefeito de São Gonçalo pela primeira vez entre 1989 e 1992, Ezequiel foi deputado estadual (1988-1989) e ocupava seu primeiro mandato de deputado federal.

## Candidatos a Prefeito
| Candidato a prefeito       | Candidato a vice-prefeito           | Número Eleitoral | Coligação                                                                                         |
| -------------------------- | ----------------------------------- | ---------------- | ------------------------------------------------------------------------------------------------- |
| Alice Tamborindeguy (PSDB) | Coronel Lenine de Freitas (PMN)     | 45               | Frente de Renovação São Gonçalo PSDB, PMN, PL e PTN                                               |
| Edson Ezequiel (PDT)       | Domício Mascarenhas (PT)            | 12               | Frente Popular por São Gonçalo PDT, PT, PSB, PTB, PSL, PPS, PCdoB, PRP, PRN, PV, PST, PSD e PTdoB |
| Henry Charles (PMDB)       | Wanderley Martins (PMDB)            | 15               | sem coligação                                                                                     |
| Randal Farah (PCB)         | Ediel Teixeira (PCB)                | 21               | sem coligação                                                                                     |
| Geraldo Cunha (PSC)        | Walcimar Martins (PSC)              | 20               | sem coligação                                                                                     |
| Osmar Leitão Rosa (PPB)    | Hairson Monteiro (PPB)              | 11               | - PPB, PAN e PSN                                                                                  |
| José Carlos Coutinho (PFL) | Silvio José Pinto (PFL)             | 25               | sem coligação                                                                                     |
| Paulo Valadares (PRONA)    | Egiberto Bezerra dos Santos (PRONA) | 56               | sem coligação                                                                                     |

## Resultado

### Prefeito
| 1º Turno 3 de outubro de 1996 | 1º Turno 3 de outubro de 1996       | 1º Turno 3 de outubro de 1996 | 1º Turno 3 de outubro de 1996 |
| Candidato(a)                  | Vice                                | Votação                       | Votação                       |
| Candidato(a)                  | Vice                                | Total                         | Porcentagem                   |
| ----------------------------- | ----------------------------------- | ----------------------------- | ----------------------------- |
| Edson Ezequiel (PDT)          | Domício Mascarenhas (PT)            | 188.975                       | 50,91%                        |
| Alice Tamborindeguy (PSDB)    | Coronel Lenine de Freitas (PMN)     | 98.584                        | 26,56%                        |
| Henry Charles (PMDB)          | Wanderley Martins (PMDB)            | 30.847                        | 8,31%                         |
| Osmar Leitão Rosa (PPB)       | Hairson Monteiro (PPB)              | 26.469                        | 7,13%                         |
| José Carlos Coutinho (PFL)    | Silvio José Pinto (PFL)             | 11.508                        | 3,10%                         |
| Geraldo Cunha (PSC)           | Walcimar Martins (PSC)              | 9.753                         | 2,63%                         |
| Paulo Valadares (PRONA)       | Egiberto Bezerra dos Santos (PRONA) | 2.622                         | 0,71%                         |
| Randal Farah (PCB)            | Ediel Teixeira (PCB) (PCB           | 2.393                         | 0,64%                         |
| Total de votos válidos        | Total de votos válidos              | 368.529                       | 100,00%                       |
| Votos apurados                |                                     |                               |                               |
| Votos válidos                 | Votos válidos                       | 368.529                       | 85,66%                        |
| Votos em branco               | Votos em branco                     | 9.732                         | 2,26%                         |
| Votos nulos                   | Votos nulos                         | 51.921                        | 12,07%                        |
| Total de votos apurados       | Total de votos apurados             | 430.182                       | 100,00%                       |
| Eleitores                     |                                     |                               |                               |
| Comparecimento                | Comparecimento                      | 430.182                       | 81,85%                        |
| Abstenções                    | Abstenções                          | 95.359                        | 18,14%                        |
| Total de eleitores            | Total de eleitores                  | 525.541                       | 100,00%                       |
| Eleito                        |                                     |                               |                               |

| - José Benjamin de Souza Sobral - Beija (PSC) - Neilton Mulim (PV) - Alfredo Ferreira (PSDB) - Josias Muniz (PMN) - Aparecida Panisset (PDT) - Dilvan Aguiar (PDT) - Gevu (PTB) - Paulo Cesar Ramos Netto (PMDB) - Manoel de Lima (PPB) - Itamar de Souza (PDT) - Zeca (PFL) - José Luiz Nanci (PSDB) - Hilton Duarte (PTB) - José Roberto Pinto Cordeiro (PV) - Solange Costa (PDT) - Carlinhos da Marmoraria (PMDB) - Sebastião Peixoto (PDT) - Jessy Costa (PDT) - Zé do Posto (PFL) - Antônio Alberto do Nascimento (PPB) - Samuca (PSC) |